# Thanh âm của phép thuật
Thanh âm của phép thuật (tiếng Anh: The Sound of Magic, tiếng Hàn: 안나라수마나라; RR: Annarasumanara) là một bộ phim truyền hình Hàn Quốc năm 2022 dựa trên webtoon Naver Annarasumanara của Ha Il-kwon do Do Kim Seong-yoon làm đạo diễn và Kim Min-jeong viết kịch bản. Bộ phim có sự tham gia của Ji Chang-wook, Choi Sung-eun và Hwang In-youp. Phim kể về câu chuyện của một pháp sư bí ẩn, Ri Eul bất ngờ xuất hiện trước mặt cô gái đánh mất giấc mơ của mình, Yoon Ah-yi và chàng trai bị buộc phải mơ, Na Il-deung. Bộ phim được phát hành vào ngày 6 tháng 5 năm 2022, độc quyền bởi Netflix.

## Tóm tắt
Thanh âm của phép thuật là một bộ phim ca nhạc giàu cảm xúc xoay quanh Yoon Ah-yi, một học sinh nghèo theo học tại trường trung học Sewoon, người đã mất niềm tin vào phép thuật mà cô đam mê khi còn nhỏ. Trải qua nhiều bất hạnh, cô mong muốn được lớn nhanh hơn để trở thành người lớn, để có thể thoát khỏi những căng thẳng lớn và những khoản nợ đang đè nặng lên cô. Sau đó, vô tình, cô được gặp Ri Eul, một pháp sư trưởng thành, nhưng vẫn muốn tiếp tục được gọi là "đứa trẻ". Dưới sự khinh thường và nghi ngờ của cả xã hội, anh ta muốn khẳng định mình là một pháp sư thực sự, hỏi bất cứ ai anh gặp bằng câu hỏi: "Bạn có tin vào phép thuật không?" Sau khi trở thành khách thường xuyên đến nơi ở của Ri Eul (nằm trong một công viên giải trí bị bỏ hoang kỳ lạ), Na Il-deung, bạn cùng bàn của Ah-yi, là một học sinh có tính cách lạnh lùng nhưng có gia cảnh rất tốt, cũng bắt đầu nghe lén các bài học phép thuật của cô với pháp sư này. Sau cùng, cuộc sống của Ah-yi dần thay đổi khi cô trở thành tín đồ của Ri Eul, khiến bản thân một lần nữa trở thành người tin vào phép thuật và tiếp tục quyết định nghiêm túc theo đuổi ước mơ của mình.

## Diễn viên

### Chính
- Ji Chang-wook vai Ri Eul / Ryu Min-hyuk[7]
  - Nam Da-reum vai Ryu Min-hyuk lúc nhỏ[8]

Một pháp sư bí ẩn sống trong một công viên giải trí bị bỏ hoang. Anh ấy muốn vẫn là một đứa trẻ ngay cả khi đã trở thành người lớn.
- Choi Sung-eun vai Yoon Ah-yi[b][9]
  - Joo Ye-rim vai Yoon Ah-yi lúc nhỏ

Một nữ sinh trung học nghèo, sống một mình với em gái luôn mong muốn sớm trở thành người lớn. Cô phải vật lộn để kiếm sống.
- Hwang In-youp vai Na Il-deung[c][10]
  - Choi Seung-hoon vai Na Il-deung lúc nhỏ

Một nam sinh trung học tài năng và giàu có nhưng lại tỏ ra lạnh lùng và ít nói, luôn đắm chìm trong việc học. Anh ấy là bạn cùng lớp của Ah-yi và dần có cảm tình với cô ấy. Tuy nhiên cuộc đời và sự nghiệp của anh đã thay đổi sau khi gặp Min-hyuk.

### Phụ

#### Gia đình của Yoon Ah-yi
- Jo Han-chul vai bố của Yoon Ah-yi's[11]
- Hong Jung-min vai Yoon Yoo-yi, em gái của Yoon Ah-yi's

#### Gia đình của Na Il-deung
- Yoo Jae-myung vai bố của Na Il-deung[12]
- Kim Hye-eun vai mẹ của Na Il-deung[11]

#### Trường Trung học Sewoon
- Ji Hye-won vai Baek Ha-na, bạn cùng lớp của Yoon Ah-yi và Na Il-deung[13]
- Kim Bo-yoon vai Kim So-hee, bạn cùng lớp của Yoon Ah-yi và Na Il-deung[14]
- Oh So-hyun vai Seo Ha-yoon, bạn cùng lớp của Yoon Ah-yi và Na Il-deung
- Lim Ki-hong vai giáo viên chủ nhiệm[11]

#### Khác
- Yoon Kyung-ho vai Kim Doo-shik, chủ cửa hàng tiện lợi[11]
- Choi Young-joon vai thám tử Kim[15]
- Kim Bada avai thám tử Park[16]
- Park Ha-na vai Min Ji-soo
  - Hong Seo-hee  vai Min Ji-soo lúc nhỏ[17]
- Yoon Sa-bong vai Bà chủ nhà của Yoon Ah-yi[11]
- Ryu Kyung-soo vai nhân viên bán thời gian tại cửa hàng tiện lợi
- Park Seul-gi vai Bella, Con vẹt của Ri Eul (lồng tiếng)
- Woo Mi-hwa vai mẹ của Seo Ha-yeon.

## Giải thưởng
| Tên lễ trao giải | Năm  | Hạng mục          | Người đề cử   | Kết quả   | Ct     |
| ---------------- | ---- | ----------------- | ------------- | --------- | ------ |
| APAN Star Awards | 2022 | Ngôi sao toàn cầu | Ji Chang-wook | Đoạt giải | [ 18 ] |